# ヴィクトル・レイス
ヴィクトル・アレクサンドロヴィチ・レイス（Рейс Виктор Александрович, Victor Alexandrovich Reis）は、ロシア帝国の陸軍軍人。日露戦争における旅順攻囲戦において、旅順要塞防衛軍の参謀長を務めた。

## 生涯
1892年、中佐任官。日露戦争が始まるにおよび、1904年5月28日、旅順要塞を守備する関東軍の参謀長に臨時任命され、6月2日には大佐に昇進。8月16日からは東シベリア狙撃兵第27連隊長を臨時兼任。10月24日、聖ゲオルギー勲章第4等級を受勲、11月4日には少将に昇進した。12月28日には正式に東シベリア狙撃兵27連隊長となったが、関東軍は間もなく日本軍に降伏した。1906年8月12日、皇帝ニコライ2世が敗戦した関東軍の将校を召喚しているが、そこにはレイスも含まれていた。1907年4月7日、調査委員会による報告書が発表され、旅順要塞降伏の責任はアナトーリイ・ステッセリ総司令官、アレクサンドル・フォーク中将、そしてレイス参謀長にあるとされた。1908年4月2日、年金と「家庭上の理由」でもって陸軍を解雇された。

## 栄典
- 聖ヴラディーミル勲章
- 聖ゲオルギー勲章第4等級：1904年